# シグナル島 (フォックス諸島)
シグナル島とは、アリューシャン列島フォックス諸島を構成する小さな群島である。

## 地理
セダンカ島海岸の北東に位置する。

## 歴史
1888年にアメリカ水産局によって名付けられた。